# Ipogeo degli Aureli
L'ipogeo degli Aureli (detto anche di Aurelio Felicissimo) è una catacomba di Roma di diritto privato, posta sull'antica via Labicana, nel rione Esquilino.

## Storia e descrizione
Il cimitero venne scoperto nel 1919 all'incrocio tra viale Manzoni e via Luzzatti, e suscitò l'ammirazione degli studiosi per il ricco ciclo di affreschi che adorna le pareti e la cui interpretazione resta ancora oggi un problema aperto.
Il monumento, che non è menzionato in nessuna fonte letteraria, fu scoperto durante i lavori di costruzione di un garage. Esso si presenta a due piani: il piano superiore, composto da una sala che in origine era semi-ipogea e di cui oggi resta solo la parte inferiore; e, cinque metri sotto, il piano inferiore, composto da due ambienti speculari e completamente ipogei.
Gli ambienti sono affrescati con scene di difficile interpretazione, ma databili intorno al 230. Con la costruzione delle Mura aureliane e il conseguente allargamento del pomerium, il cimitero fu abbandonato.
Il nome dell'ipogeo deriva da uno dei due ambienti sotterranei, detto cubicolo degli Aureli, il cui pavimento è ricoperto da un mosaico in cui Aurelius Felicissimus dedica il sepolcro ai fratelli Aurelius Onesimus, Aureliius Papirius e Aurelia Prima. Ad una parete è affissa un'epigrafe marmorea in cui tale Aurelius Martinus e la moglie Iulia Lydia ricordano la figlia defunta Aurelia Myrsina.

## Collegamenti
È raggiungibile dalle stazioni Manzoni e Vittorio Emanuele.

È raggiungibile dalla stazione San Giovanni.
- | È raggiungibile dalla fermata Vittorio Emanuele | del tram 5 |
- | È raggiungibile dalla fermata Vittorio Emanuele | del tram 14 |
- |  | È raggiungibile dalla stazione Roma Laziali. |
- |  | È raggiungibile dalla stazione di Roma Termini. |
- |  | È raggiungibile dalla stazione di Roma Termini. |
- |  | È raggiungibile dalla stazione di Roma Termini. |
- |  | È raggiungibile dalla stazione di Roma Termini. |
- |  | È raggiungibile dalla stazione di Roma Termini. |